# 卡特琳娜·奥萨查
卡特琳娜·亚历山德罗夫娜·奥萨查（1983年9月12日—）是一名出生于基辅的乌克兰记者兼主持人，13岁的她在西欧从事模特事业，之后她回到了乌克兰。